# Comitato Coreano di Tecnologia Spaziale
Il Comitato Coreano di Tecnologia Spaziale (abbreviato in KCST) era l'agenzia nazionale responsabile del programma spaziale della Corea del Nord.
L'agenzia fu fondata negli anni ottanta ed operava in connessione con le Forze Missilistiche Strategiche, ramo delle Forze armate nordcoreane. Era responsabile di tutte le operazioni concernenti la costruzione di satelliti e l'esplorazione dello spazio. Il 12 dicembre 2012 l'agenzia ha realizzato con successo il lancio del satellite Kwangmyŏngsŏng-3 Unità 2, effettuato dalla stazione di lancio satelliti di Sohae con il razzo vettore nazionale Unha 3. 
Nel 2013 il KCST è stato sostituito da una nuova agenzia spaziale governativa, il National Aerospace Development Administration (NADA). 